# Beato de Cirueña
El Beato de Cirueña, también conocido como Beato de Nájera o Fragmento de Silos, fue un códice iluminado que contenía la obra Comentario al Apocalipsis de Beato de Liébana. Se conserva en la Biblioteca del Monasterio de Santo Domingo de Silos y es el más antiguo de los beatos conservados datado a finales del siglo IX. 

## Contexto histórico
Está datado en los últimos decenios del siglo IX y, por tanto, se considera el «Beato» más antiguo que se conserva. Sin embargo, solo se conserva un folio de este manuscrito, proveniente del monasterio de San Andrés de Cirueña (Cirueña, La Rioja), hoy desaparecido. En 1052, este monasterio pasó a depender de Santa María la Real de Nájera, es por ello que también se conoce como Beato de Nájera. Actualmente, la página se conserva en la Biblioteca del Monasterio de Santo Domingo de Silos, con la firma Frag. 4. 
Este fragmento del Beato de Cirueña no debe confundirse con el Beato de Silos, escrito a finales del siglo XI e iluminado en el siglo XII, que conserva la British Library (Add. Ms. 11695).

## Descripción
Se trata de un único folio de pergamino, de 250 x 305 mm, provisto de su correspondiente ilustración y escrito a dos columnas de 31 líneas. A pesar del carácter primitivo e incluso tosco con que los autores lo han calificado, el fragmento posee el interés de mostrarnos la iluminación más antigua que conocemos de los «Beatos», en la cual se pueden observar ya los principios que rigen la iluminación de los Comentarios. Se considera que pudo ser una copia realizada en algún monasterio pirenaico navarro o altoaragonés, porque contiene abreviaturas utilizadas con mayor frecuencia en manuscritos franceses, que en los prerrománicos de Asturias.  
La imagen ilustra el pasaje del Apocalipsis VI, 9-11. La imagen ha sido dividida en dos registros. Arriba se representa a gran escala el altar en forma de "T" según el modelo visigodo, y debajo de este, en el mismo eje, el busto de Cristo con su nimbo crucífero. Conforme a la visión joánica: «et... vidi sub ara Dei animas intefectorum propter verbum Dei», bajo el altar figuran las almas de los mártires representadas por medio de palomas, de acuerdo con un viejo simbolismo pagano muy utilizado por el primer arte cristiano. El iluminador ha hecho alusión además a estos mártires en su forma corporal representándolos a modo de cadáveres decapitados correspondiéndose en número con las palomas. Estos cadáveres, que solo reaparecen en los Beatos de la Biblioteca Nacional de Madrid y en el de Lorvao, pertenecientes a la misma familia, constituyen muy posiblemente un elemento característico de la tradición ilustrativa más antigua, perdiéndose posteriormente en las demás ramas, ya que no aparecen en ningún otro manuscrito. 
A cada lado del altar cuelga una corona votiva. En el registro inferior se alude a esta misma visión joánica presentándonos ahora el altar desde otra perspectiva: desde arriba abajo y sobre él otra corona votiva. Las almas de los mártires vuelven a representarse de modo simbólico por medio de las palomas, aludiéndose de nuevo a aquellos en su forma corporal, esta vez por medio de las cabezas. En este último detalle iconográfico hemos de ver una influencia del texto apocalíptico que impone a la imaginación y por tanto a la figuración una presencia corporal más efectiva, puesto que «clamabant voce magna dicentes» (v. 10). Además, el número de cabezas figuradas se corresponde con el de las palomas excepto en el lado derecho, en el que la inscripción ocupa el lugar donde debía haberse figurado la cuarta cabeza. Tenemos, pues, aquí representada de modo esquemático y conceptual la visión del Apocalipsis VI, 9-11 que seguirán con pocas variantes la mayoría de los Beatos, sobre todo la familia Ila.
Por el arcaísmo de la caligrafía, la mala calidad de los colores de la iluminación y la tinta utilizada, se ha llegado a la conclusión de que es el «Beato» más antiguo del que conservamos algún fragmento y, por lo tanto, donde radica su valor. El folio se utilizó para encuadernar otro manuscrito, lo que ha permitido su conservación.  

## Galería

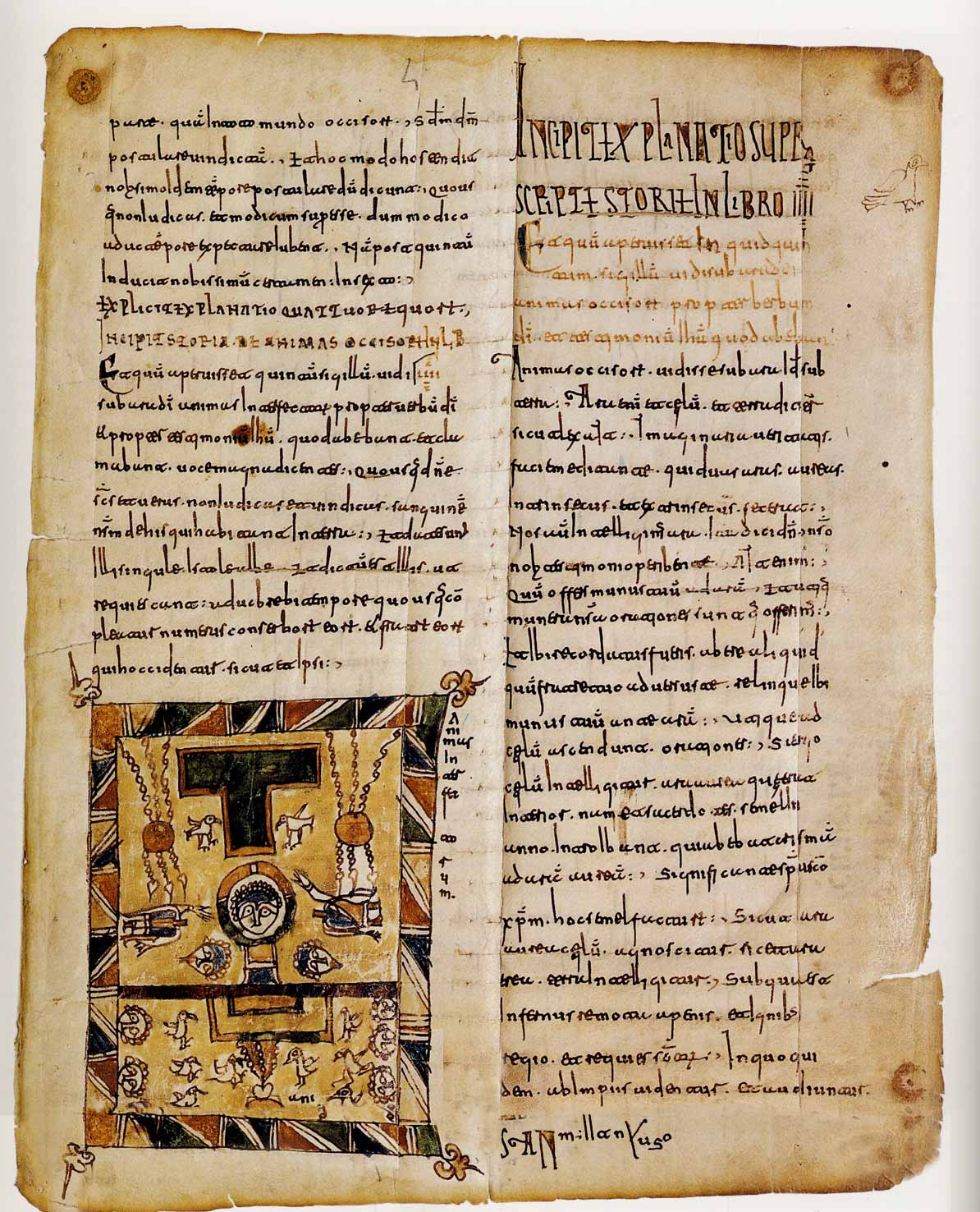
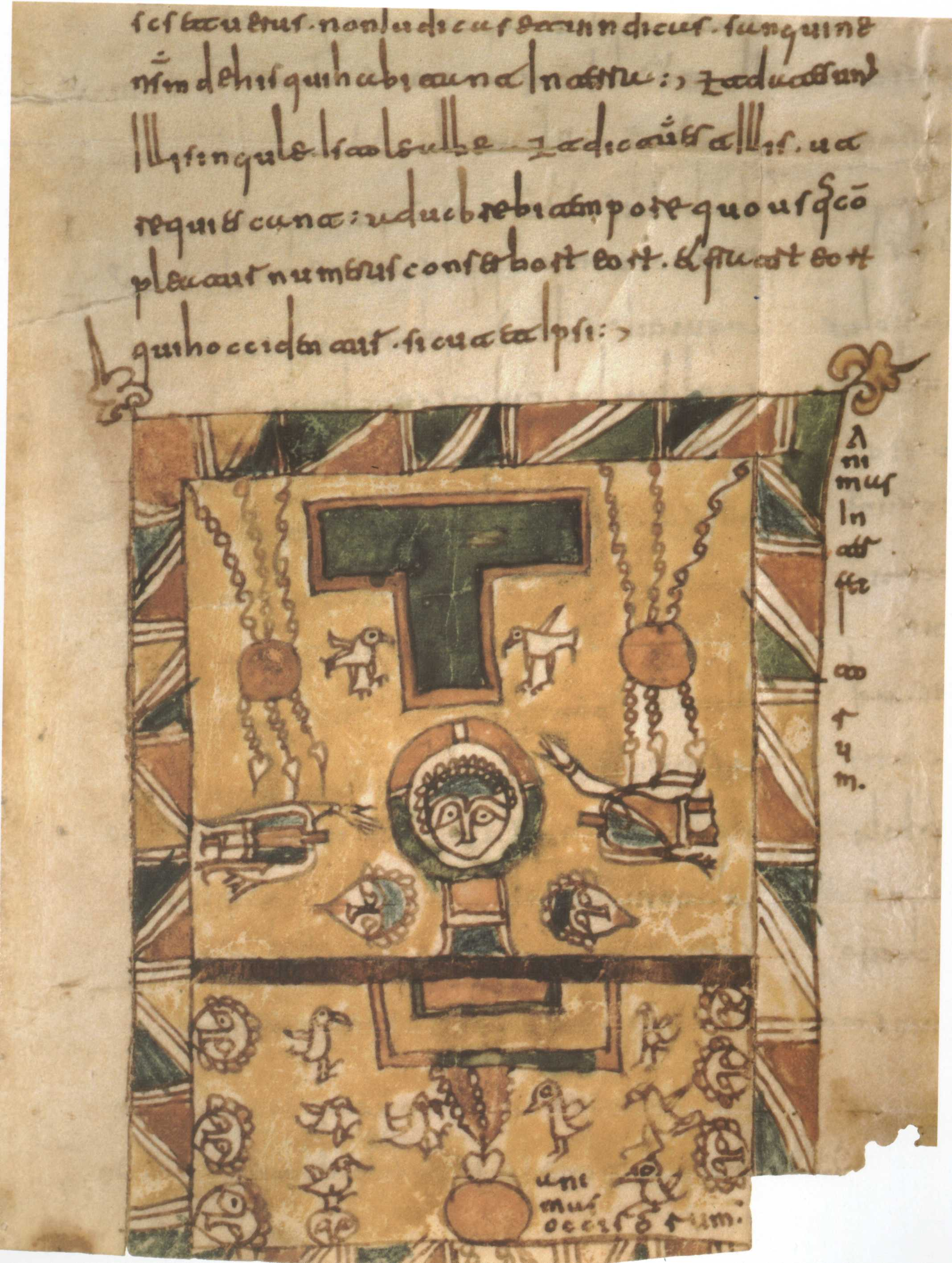